# Khategaon
Khategaon é uma cidade e uma nagar panchayat no distrito de Dewas, no estado indiano de Madhya Pradesh.

## Geografia
Khategaon está localizada a 22° 36′ N, 76° 55′ L. Tem uma altitude média de 305 metros (1000 pés).

## Demografia
Segundo o censo de 2001, Khategaon tinha uma população de 21 018 habitantes. Os indivíduos do sexo masculino constituem 52% da população e os do sexo feminino 48%. Khategaon tem uma taxa de literacia de 66%, superior à média nacional de 59,5%: a literacia no sexo masculino é de 74% e no sexo feminino é de 56%. Em Khategaon, 16% da população está abaixo dos 6 anos de idade.